# Gare de Dombasle-sur-Meurthe
Gare de Dombasle-sur-Meurthe vasútállomás Franciaországban, Dombasle-sur-Meurthe településen.

## Vasútvonalak
Az állomást az alábbi vasútvonalak érintik:
- Párizs-Strasbourg-vasútvonal

## Kapcsolódó állomások
A vasútállomáshoz az alábbi állomások vannak a legközelebb:
- Gare de Varangéville - Saint-Nicolas
- Gare de Rosières-aux-Salines
- Gare de Nancy-Ville
- Gare de Lunéville